# Гетов, Пламен
Пламен Гетов (4 марта 1959 года) — болгарский футболист, нападающий. Участник чемпионата мира 1986

## Карьера
Пламен начал карьеру в Спартаке из Варны. В 1980 году игрок перешёл в «Спартак» Плевен, в составе которого стал лучшим бомбардиром ПФГ «А» 1984/1985.После нескольких месяцев в ЦФКА Средец нападающий перешёл в португальский «Портимоненсе», за который он играл в первом португальском дивизионе. После возвращения в Болгарию Пламен Гетов играл за «Этыр», за который он выступал в кубке европейских чемпионов, «Левски», «Шумен», «Черно море». В 1998 году футболист завершил карьеру игрока.

## Сборная Болгарии
Пламен Гетов провёл первый матч за Болгарию в 1983 году против Швейцарии.В отборочном турнире чемпионат мира 1986 года нападающий сыграл 6 матчей и забил 2 гола. Оба мяча он забил в победном матче против Югославии 1 июня 1985 года. Матч закончился со счётом 2-1.На чемпионате мира Пламен сыграл 4 мачта и забил гол Южной Корее.Болгария достигла 1/8 финала, где со счётом 0-2 проиграла Мексике.

## Достижения
- Чемпион Болгарии: 1992/93